# Brits-Indië op de Olympische Zomerspelen 1920
Brits-Indië nam deel aan de Olympische Zomerspelen 1920 in Antwerpen, België. Het was de eerste keer dat Brits-Indië een team naar de Spelen afvaardigde. Eerder in 1900 in Parijs had al een individuele Brits-Indiër deelgenomen. Vanaf de Spelen in Antwerpen heeft Brits-Indië tot en met 1936 aan alle Zomerspelen meegedaan. Vanaf 1948 werd deelgenomen onder de vlag van India.

## Deelnemers en resultaten

### Atletiek
| Olympiër          | Discipline   | Resultaat | Prestatie               |
| ----------------- | ------------ | --------- | ----------------------- |
| Purma Bannerjee   | 100m (m)     | series    | serie 2: 5de            |
| Purma Bannerjee   | 400m (m)     | series    | serie 8: 4de in 53,1    |
| Phadeppa Chaugule | 10000m (m)   | DNF       | serie 1: niet gefinisht |
| Phadeppa Chaugule | marathon (m) | 19e       | 2:50.45,4               |
| Sadashiv Datar    | marathon (m) | DNF       | niet gefinisht          |

### Worstelen
| Olympiër        | Discipline  | Resultaat   | Prestatie |
| Vrije stijl     | Vrije stijl | Vrije stijl | Vrije stijl |
| --------------- | ----------- | ----------- | --- |
| Randhir Shindes | -60kg (m)   | 4e          | 1ste ronde: vrij kwartfinale: W van GBR Inman halve finale: V van USA Gerson bronzen finale: V van GBR Bernard |
| Kumar Navale    | -75kg (m)   | 9e          | 1ste ronde: vrij 2de ronde: V van USA Johnson                                                                  |

Argentinië · Australië · België · Brazilië · Brits-Indië · Canada · Chili · Denemarken · Egypte · Estland · Finland · Frankrijk · Griekenland · Groot-Brittannië · Italië · Japan · Joegoslavië · Luxemburg · Monaco · Nederland · Nieuw-Zeeland · Noorwegen · Portugal · Spanje · Tsjecho-Slowakije · Verenigde Staten · Zuid-Afrika · Zweden · Zwitserland